# Кери Манискалко
Кери Манискалко (на английски: Kerri Maniscalco) е американска писателка на произведения в жанра фентъзи, готически трилър, хорър и паранормален любовен роман.

## Биография и творчество
Кери Манискалко е родена през 1983 г. в Ноксвил, Тенеси, САЩ. Баща ѝ е сицилианец, а майка ѝ е с ирландски корени. Израства в стара готическа къща в долината на река Хъдсън. От малка е запалена читателка на всякаква художествена литература. Следва изящни изкуства в колеж в Ню Йорк, след което следва комуникационен дизайн в Модния технологичен институт (FIT) в Ню Йорк. Посещава и курсове по наказателно право и по психология. В крайна сметка се обръща към творческото писане.
Първият ѝ роман „Преследване на Джак Изкормвача“ от едноименната фентъзи трилър поредица е издаден през 2016 г. В историята седемнадесетгодишната Одри Роуз, родена като дъщеря на лорд, води таен живот и изучава ужасяващата практика на съдебната медицина. Това я въвлича в разследването на сериен убиец заедно с арогантния Томас Кресуел. Романът става бестселър № 1 в списъка на „Ню Йорк Таймс“ и я прави известна. Историята на двамата герои продължава в романа „Ловът на принц Дракула“ от 2017 г., чието действие и разкриване на поредните серийни убийства се развива в замъка на граф Дракула. Следващият ѝ роман „Бягството от Худини“ от 2018 г. се развива на борда на трансатлантическия океански кораб „Ентурия“ при връщането им към Ню Йорк, а по време на плаването започват да изчезват жени с привилегии, поради което двамата герои трябва спешно да открият престъпника. В четвъртия роман от поредицата, „Ловът на Дявола“ от 2019 г., Одри Роуз и Томас Кресуел са в смъртоносна игра с брилянтния сериен убиец, известен като Дявола от Белия град, а разследването водят в САЩ по време на грандиозното Световното изложение в Чикаго през 1893 г. Всичките романи от поредицата са бестселъри.
През 2021 г. е издаден романът ѝ „Кралството на прокълнатите“ от едноименната фентъзи поредица. Главната героиня Емилия, стрега – вещици, които живеят сред хората и практикуват тайно занаята, открива обезобразеното тяло на сестра си Витория и се зарича да намери убиеца дори чрез забранена черна магия. А по пътя на отмъщението среща демоничния и красив принц на войната Гняв, което ѝ носи опасност, но някой убива млади жени в Сицилия, а тя трябва да го спре. В следващия роман, „Кралството на обречените“ от 2022 г., Емилия продължава да търси отмъщение стигайки до Ада – селение на интриги, предателства, сласт и похот, в което всеки преследва свои собствени цели, в който среща изкусителния принц Гордост и става кралица. През 2023 г. е издаден третият роман от поредицата „Кралството на страховитите“. В историята вещицата Емилия трябва да се изправи пред нов враг, пред конфликта на принцовете и борбата да запази връзката си с Гняв, както и да завърши отмъщението си.
Кери Манискалко живее със семейството си в Тенеси. Тя е болна от хронична лаймска болест в късен стадий, която ѝ откриват през 2018 г.

## Произведения

### Поредица „Да дебнеш Джак Изкормвача“ (Stalking Jack the Ripper)
1. Stalking Jack the Ripper (2016)[1][2][3]
Да дебнеш Джак Изкормвача, изд.: „Сиела“, София (2024), прев. Деница Райкова
2. Hunting Prince Dracula (2017)
3. Escaping From Houdini (2018)
4. Capturing the Devil (2019)

във вселената на „Преследване на Джак Изкормвача“
- Becoming the Dark Prince (2019)

### Поредица „Кралството на прокълнатите“ (Kingdom of the Wicked)
1. Kingdom of the Wicked (2021)[1][2][3]
Кралството на прокълнатите, изд.: „Сиела“, София (2021), прев. Деница Райкова
2. Kingdom of the Cursed (2022)
Кралството на обречените, изд.: „Сиела“, София (2022), прев. Деница Райкова
3. Kingdom of the Feared (2023)
Кралството на страховитите, изд.: „Сиела“, София (2023), прев. Деница Райкова

във вселената на „Кралството на прокълнатите“
- Throne of the Fallen (2023)